# Prærievogn
Prærievogn eller prærieskonnert (eng. prairie schooner), en let landbrugsvogn, som er dækket af en presenning.
Disse vogne forveksles ofte med den større fragtvogn Conestoga-vognen.
Ejerne brugte ikke selv nogle af de ovennævnte udtryk, de kaldte dem vogne (wagons eller waggons).
Vognene blev anvendt i USA af familier som migrerede fra de østlige stater til blandt andet Oregon, Utah eller Californien i 1800-tallet.
De små vogne blev lastet med forsyninger til den ofte 3.500 kilometer lange rejse, tit med kun to trækdyr forspændt modsat Conestoga-vognene, som blev trukket af fire til otte trækdyr.